# Дровосеки (Московская область)
Дровосе́ки — деревня в Орехово-Зуевском муниципальном районе Московской области. Входит в состав сельского поселения Верейское. Население — 365 чел. (2010).

## География
Деревня Дровосеки расположена в северной части Орехово-Зуевского района, примерно в 0,5 км к югу от города Орехово-Зуево. Высота над уровнем моря 121 м. В деревне 5 улиц — Казанская, Озёрная, Ольтовская, Песчаная и Солнечная. Ближайший населённый пункт — деревня Будьково.

## Название
В письменных источниках упоминается как Дровосеки (конец XVIII века), Дровосеково (1855, 1862 гг.), с 1926 года снова Дровосеки. Название связано с некалендарным личным именем Дровосек.

## История
В 1905 году входила в состав Кудыкинской волости Покровского уезда Владимирской губернии.
В 1926 году деревня являлась центром Дровосецкого сельсовета Кудыкинской волости Орехово-Зуевского уезда Московской губернии.
С 1929 года — населённый пункт в составе Орехово-Зуевского района Орехово-Зуевского округа Московской области, с 1930-го, в связи с упразднением округа, — в составе Орехово-Зуевского района Московской области.
В 1994—2004 годах Дровосеки были центром Дровосецкого сельского округа, а с 2004 до муниципальной реформы 2006 года входили в состав Верейского сельского округа Орехово-Зуевского района.
В ведомости об общественных попойках в 1-м стане Покровского уезда за апрель-июнь 1890 года, в числе прочих был описан и случай и из деревни Дровосеки. Крестьяне единоразово выпили ½ ведра (6 л) водки за сдачу земли Никольской мануфактуре.

## Население
В 1905 году в деревне проживало 311 человек (52 двора). В 1926 году в деревне проживало 950 человек (470 мужчин, 480 женщин), насчитывалось 344 хозяйства, из которых 92 было крестьянских. По переписи 2002 года — 372 человека (166 мужчин, 206 женщин).
| 1926 | 2002 | 2006 | 2010 |
| ---- | ---- | ---- | ---- |
| 950  | ↘372 | ↘287 | ↗365 |